# Hunt Down The Freeman
Hunt Down The Freeman (stylizowany zapis: HUNT DOWN THE FREEMλN) – gra komputerowa z gatunku strzelanki pierwszoosobowej z 2018 roku. Stworzona niezależnie przez Royal Rudius Entertainment, jest nieoficjalną częścią serii Half-Life.
Gra spotkała się z negatywną oceną, będąc krytykowaną za liczne bugi, niską jakość wizualną oraz z powodu zarzutów o naruszenie praw autorskich.

## Rozgrywka
Gracz kontroluje Mitchella Shepharda. Gra zawiera mechanikę zbliżoną do występującej w serii Half-Life oraz zróżnicowane rodzaje broni, a także, w przeciwieństwie do innych tytułów, umożliwia wykorzystanie parkouru do wspinaczki po rurach, skrzyniach czy innych większych przedmiotach.

## Fabuła
Sierżant US Marines Mitchell Shephard zostaje wysłany do kompleksu badawczego Black Mesa Research Facility celem powstrzymania inwazji obcych. Po dotarciu do ośrodka zostaje zaatakowany i pobity przez człowieka, którym według niego jest Gordon Freeman. Bohater budzi się w szpitalu, gdzie spotyka tajemniczego G-Mana. Ten proponuje nieokreśloną nagrodę za zlikwidowanie Freemana „gdy nadarzy się okazja”.
Po pewnym czasie, w Albuquerque (Nowy Meksyk), Shephard dowiaduje się o inwazji na Ziemię przez Kombinat. Po dołączeniu do Alexa, żołnierza Gwardii Narodowej USA, Shephard wędruje przez miasto i niechętnie podejmuje się współpracy z Adamem, agentem tajnego oddziału rządowego (black ops). Mitchell nawiązuje kontakt z grupą formacji lekkiej piechoty Armii Stanów Zjednoczonych (rangersów) pod przywództwem pułkownika Cue na chwilę przed komunikatem radiowym o poddaniu się Stanów. Grupa decyduje się na ucieczkę do Nevady; pociąg którym podróżują zostaje zaatakowany przez Kombinat – Shephard, Alex i Adam jako jedyni uchodzą cało. Na miejscu łączą siły z inną grupą rangersów dowodzonych przez porucznika Harveya i wspólnie przedostają się do Wybrzeża Północno-Zachodniego. W tamtejszym porcie bohater odkrywa kontenerowiec Avalon Vale i poznaje jego kapitana, Roosevelta. Statek zostaje zaatakowany przez Kombinat, w wyniku czego Roosevelt ginie; Shephard obejmuje dowództwo nad ocalałymi, tworząc własną armię działającą z platform wiertniczych.
Trzy lata później, Mitchell podróżuje do Miasta 9 (ang. City 9) na Alasce, gdzie odkrywa fabrykę Kombinatu wykorzystującą dzieci. Po dojściu do porozumienia z zarządcą fabryki, Borisem, uwalnia on dzieci i eskortuje do poszczególnych posterunków. Po upływie siedemnastu lat, G-Man nakazuje bohaterowi udanie się do Miasta 17 (ang. City 17) i zabicie Freemana. Razem z Adamem, Shephard dołącza do sił Kombinatu i szturmuje bazę Black Mesa East. Potem zostaje pojmany przez rebeliantów, jednak ratuje go Sasha, córka Borisa. Niespodziewanie zjawia się Adam i zabija Sashę, zmuszając Shepharda do ucieczki. Później bohater po raz kolejny spotyka G-Mana, od którego dowiaduje się, że w Black Mesie został napadnięty przez Adama w ramach kontraktu między nim a G-Manem. Następnie G-Man wyjaśnia, że działania bohatera osłabiły Kombinat, co pozwoliło Gordonowi Freemanowi na pokonanie wroga. Następnie Shephard udaje się do fabryki nadzorowanej przez Borisa. Boris mylnie uznaje Mitchella za zabójcę swojej córki i każe siłom Kombinatu go zabić; Shephard pokonuje oddziały Kombinatu i wraca na Avalon Vale. Odkrywając, że Adam przejął kontrolę nad oddziałem Shepharda, bohater zabija go i ustanawia kurs na unieruchomiony statek badawczy Borealis.

## Rozwój i wydanie
Hunt Down The Freeman zaplanowano jako modyfikację dla gry Half-Life 2. Prace nad grą miały być sfinansowane dzięki zbiórkom na platformie Indiegogo. Zamiast zakładanych 100 tysięcy USD uzbierano jedynie 12 USD. Pomimo klęski zbiórki rozpoczęto prace nad realizacją projektu i w 2016 roku opublikowano demo. W 2018 roku wydano grę, a rok później dodano do niej „osiągnięcia” (ang. achievements).

## Odbiór
Hunt Down The Freeman spotkało się z negatywną oceną krytyków. Rock Paper Shotgun określiło idee gry jako „dobre na papierze, ale fatalnie wykonane”, przytaczając chaotyczne funkcje w rozgrywce i fragmenty fabuły. PC Gamer opisał doświadczenie z gry jako „niedokończony projekt modyfikacji z podstawowym kształtem poziomów”, poddając w wątpienie czy łatki „poprawiłyby jakość do ogólnej z poziomów FPS w jakie grałem” oraz wypowiadając się pozytywnie na temat początkowych cutscenek.
Gra została negatywnie odebrana przez graczy, z setkami recenzji i filmików typu Let's Play opublikowanych na platformie YouTube zawierających również oskarżenia o naruszenie praw autorskich. Twórcy gry zaprzeczyli tym zarzutom, twierdząc że wszystkie zasoby (assety) były używane za przyzwoleniem ich właścicieli. Przyznali, że gra miała problemy techniczne, jednocześnie przypisując to przypadkowemu wydaniu niekompletnej wersji. W innym oświadczeniu twórcy zasugerowali celowe wydanie nieukończonej gry w celu poprawienia już negatywnej reputacji jaką gra uzyskała od społeczności. Jeden z twórców uważa, że razem z niektórymi współpracownikami nie dostawali wynagrodzenia adekwatnego do ich pracy, inni mieli dostawać znacznie mniej pieniędzy lub nawet wcale. Ich zdaniem, cały proces powstawania gry był chaotycznie koordynowanym „pewnego rodzaju bajzlem”.